# Copacabana (Colombia)
Copacabana è un comune della Colombia facente parte del dipartimento di Antioquia.
Il centro abitato venne fondato nel 1615, mentre l'istituzione del comune è del 1812.